# Beijing Yintai Centre
Beijing Yintai Centre (Chinois simplifié: 北京银泰中心; Chinois traditionnel: 北京銀泰中心; pinyin: Běijīng Yíntài Zhōngxīn) est situé au centre du quartier d'affaires de Pékin, non loin du siège de la télévision centrale chinoise.

Le complexe est composé de trois tours et a été conçu par John Portman.

La tour centrale culmine à 250m de haut et les deux autres bâtiment mesurent chacun 186m. La tour centrale comprend principalement l'hôtel Park Hyatt Beijing.